# Mr. Ed
Mr. Ed ist eine US-amerikanische Comedyserie von Walter R. Brooks über ein sprechendes Pferd.

## Übersicht
Die Serie wurde vom Fernsehsender CBS erstmals zwischen 1961 und 1966 ausgestrahlt. Die Stars waren Mister Ed, ein intelligentes, sprechendes Pferd, und dessen Besitzer, der Architekt Wilbur Post (gespielt von Alan Young). Der unterhaltende Effekt entstand unter anderem dadurch, dass nur Wilbur das Pferd sprechen hörte (weil er der Einzige war, den Mr. Ed für „würdig“ hielt, mit ihm zu sprechen). Mister Ed wurde weltweit ein Fernseherfolg, 1963 gewann die Sendung einen Golden Globe für die beste Fernsehshow. Die Titelmelodie der Serie wurde vom Komponisten Jay Livingston selbst gesungen.

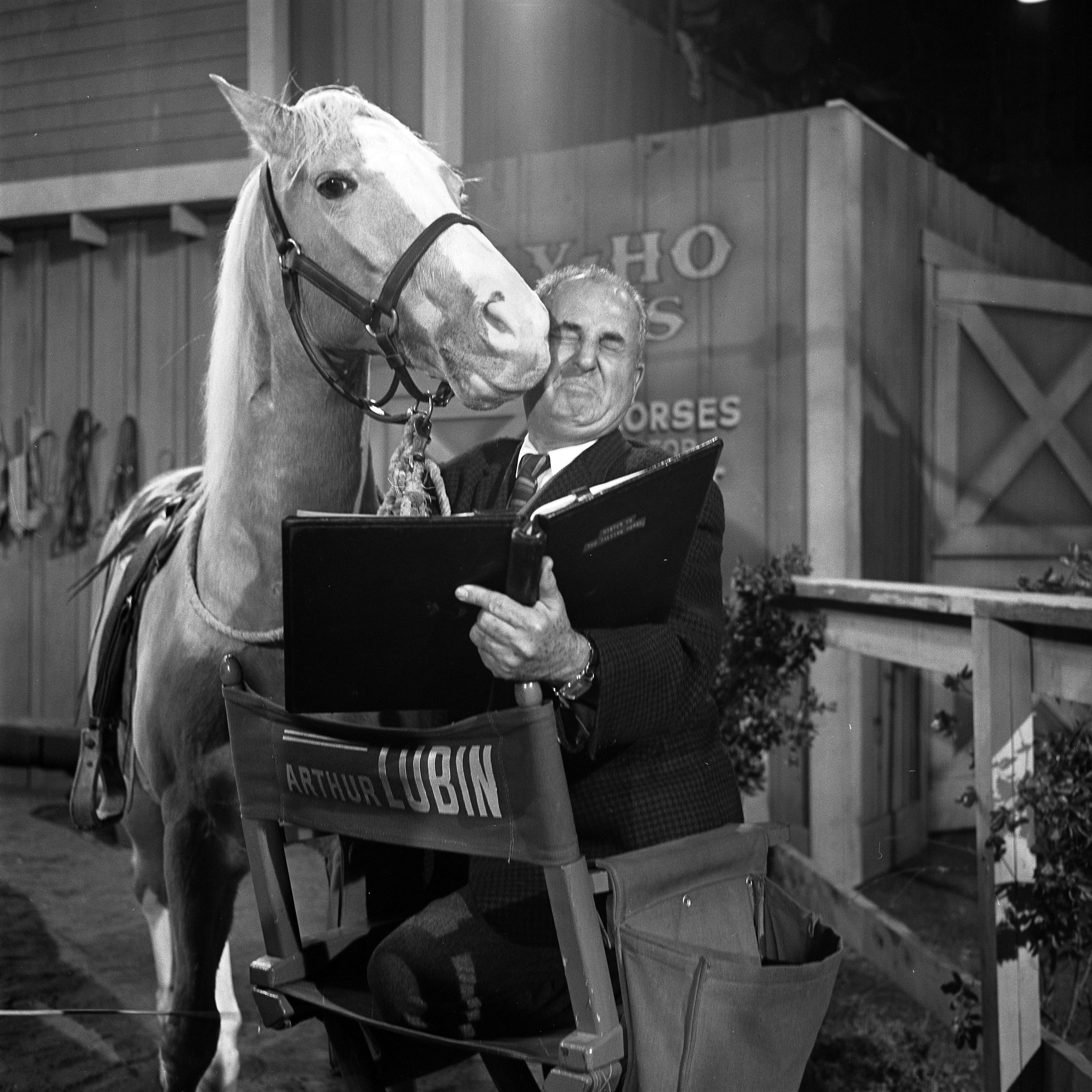
Mr. Ed mit Arthur Lubin, einem der Produzenten der Serie

Die anderen Charaktere der Serie waren Wilburs geduldige Frau (Connie Hines) und ihre Nachbarn: bis 1963 die Addisons (Larry Keating und Edna Skinner), danach die Kirkwoods (Leon Ames und Florence MacMichael).
Mister Ed erhielt seine Sprechstimme von Allan Lane, wenn das Pferd sang, bediente man sich der Stimme von Sheldon Allman. In Deutschland wurde Mister Ed von Helmut Krauss gesprochen. Das Pferd, ein Palomino, das Mister Ed darstellte, hieß in Wirklichkeit Bamboo Harvester, wurde 1949 in Kalifornien geboren und starb 1968. Sein Trainer für die Serie war Les Hilton. Ein weiteres Pferd, das bei öffentlichkeitswirksamen Maßnahmen als Mister Ed eingesetzt wurde, starb 1979.
Der Pilotfilm der Serie mit dem Titel The Wonderful World of Wilbur Pope wurde zunächst unabhängig produziert und nach einer Überarbeitung im Januar 1961 ausgestrahlt. Danach kaufte CBS die Sendung und begann im Oktober 1961 mit der regelmäßigen Ausstrahlung. Als besonderer Gaststar war am 22. April 1962 in der 25. Folge der zweiten Season, Clint Eastwood Meets Mister Ed, der damals bereits aus der Serie Rawhide bekannte Clint Eastwood zu sehen. Weitere Gaststars der Serie waren George Burns,  Leo Durocher, Mae West und Jon Provost, der auch Hauptdarsteller der Serie Lassie war. Die 143. und letzte Episode wurde am 6. Februar 1966 gesendet.

## Parodie und Remake
Die Serie wurde 1997 von dem britischen Komiker Harry Enfield im Fernsehsender BBC parodiert. Mister Ed wurde in Mr. Dead, „die sprechende Leiche“, abgewandelt.
Im Jahr 2004 wurde eine Neuverfilmung von Mr. Ed vom Sender Fox geplant, in dem Sherman Hemsley Mr. Ed sprechen sollte, mit David Alan Basche als Wilbur und Sherilyn Fenn als Carol. Ein Pilotfilm wurde gedreht, doch nach dem Suizid des Drehbuchautors und Produzenten Drake Sather noch nicht ausgestrahlt.

## Trivia
In dem Spielfilm Navy Seals läuft in einer in Beirut spielenden Szene im Hintergrund eine auf Arabisch synchronisierte Episode von Mr. Ed im Fernsehen.